# Neptosternus simulator
Neptosternus simulator är en skalbaggsart som beskrevs av Omer-cooper 1970. Neptosternus simulator ingår i släktet Neptosternus och familjen dykare. Inga underarter finns listade i Catalogue of Life.